# Joe Kennedy
Joseph Darley „Joe“ Kennedy (* 24. Mai 1979 in La Mesa, Kalifornien; † 23. November 2007 in Brandon, Florida) war ein amerikanischer Baseballspieler auf der Position des Pitchers in der Major League Baseball (MLB). Er spielte für die Tampa Bay Devil Rays, Colorado Rockies, Oakland Athletics, Arizona Diamondbacks und Toronto Blue Jays von 2001 bis 2007. Sein Spitzname war „Der Patriarch“.

## Sein Leben
Joseph Kennedy wurde in La Mesa, Kalifornien geboren. Er schloss die High School in El Cajon, Kalifornien ab und spielte Baseball, Basketball, Volleyball und Football. Nach der High School besuchte er das Grossmont Junior College. Danach kam er in die Major League.

## Karriere
Sein Debüt in der Major League feierte Kennedy am 6. Juni 2001 mit den Devil Rays. Nach einer schweren Armverletzung 2003 wechselte er zu den Colorado Rockies.
Von 2001 bis 2004 hatte Kennedy einen 27-38 Rekord mit insgesamt 381 Strikeouts und einem 4.63 ERA in 610.1 gepitchten Innings.
2005 wurde er gemeinsam mit Pitcher Jay Witasick zu den Oakland Athletics verkauft. Dort musste er schon bald den verletzten Rich Harden als Starter ersetzen. Kennedy beendete das Jahr mit einem 4-5 Rekord und einem 4.70 ERA in der American League.
Nachdem er 2006 eine Verletzung an der Schulter und dem Bizeps erlitten hatte, schaffte er im Frühjahrtraining nur noch einen ERA über 11.00. Trotzdem wurde er von Athletics als fünfter Starter für die Saison 2007 nominiert. Danach unterzeichnete er einen Minor League Vertrag mit den Toronto Blue Jays. Fünf Tage später wurde er in die Major League einberufen. Er pitchte in neun Spielen für die Blue Jays.

## Tod
Zum Zeitpunkt seines Todes hielt sich Joe Kennedy mit seiner Familie in Florida auf. Dort sollte er der Trauzeuge bei der Hochzeit eines Freundes sein. In der Nacht wachte er auf und kollabierte im Haus seiner Schwiegereltern. Er wurde in das Brandon Hospital in Brandon gebracht, wo nur noch sein Tod festgestellt werden konnte. Eine genaue Todesursache wurde noch nicht bekannt gegeben. Kennedy Agent, Damon Lapa, bemerkte, dass es Spekulationen rund um einen Herzinfarkt oder ein Aneurysma im Gehirn gebe. 
Joe Kennedy hinterlässt seine schwangere Ehefrau Jami und seinen einjährigen Sohn.